# Німець Олег Федорович
Оле́г Фе́дорович Ні́мець (* 13 лютого 1922, Київ — † 29 травня 2002) — український фізик, доктор фізико-математичних наук, професор, академік НАН України.

## Біографія
Олег Німець народився в Києві в сім'ї лікарів. Увесь його творчий шлях пов'язаний з Академією наук України. 1949 року випускник Київського політехнічного інституту почав працювати інженером в Інституті фізики. Водночас навчався в аспірантурі під керівництвом академіка А. К. Вальтера, захистив кандидатську, а згодом і докторську дисертації. Обіймав посади вченого секретаря, завідувача відділу ядерних реакцій, заступника директора установи.
1970 року Олег Федорович перейшов на постійну роботу до щойно організованого Інституту ядерних досліджень на посаду завідувача відділу ядерних реакцій, а з 1974 р. протягом десяти років очолював цей інститут. Потім працював головним науковим співробітником у відділі ядерних реакцій.
Олег Федорович помер 29 травня 2002 року у віці 80 років.

## Наукова діяльність
Творчий доробок вченого охоплював широке коло питань з ядерної фізики, атомної енергетики, охорони навколишнього середовища тощо. Вагомі результати одержано в дослідженнях з розсіяння нейтронів та заряджених частинок ядрами. Зокрема, визначено важливі для проектування ядерних реакторів ядерні константи, виміряно повні диференціальні перерізи деяких ядерних реакцій, у тому числі багаточастинкових. Досконале експериментальне устаткування, створене вченим та його учнями, дало змогу вперше у світі спостерігати низку фізичних явищ, які мають принципове значення для розвитку фундаментальної ядерної фізики. Як наслідок — виявлено зростання перерізу розщеплення дейтронів на магічних ядрах (ефект Німця), визначено залежність параметрів двофрагментарної взаємодії, що спостерігається у багаточастинкових реакціях, від впливу кулонівського та ядерного полів супутніх продуктів реакції. За визначні результати в дослідженні магнітних моментів ядер вчений був удостоєний премії імені К. Д. Синельникова НАН України (1973).
Значну увагу Олег Федорович приділяв практичному застосуванню ядерно-фізичних методів досліджень у таких галузях, як атомна енергетика, радіаційне матеріалознавство, напівпровідникова електроніка, радіобіологія, сільське господарство. Зокрема, під його керівництвом розроблено методику добору зерен пшениці з підвищеним вмістом білка. Істотна частина цих та інших робіт ведеться на ізохронному циклотроні У-240, до створення та модернізації якого Німець доклав чимало зусиль.
Багато енергії віддав вчений вихованню та підготовці наукових кадрів. Ним створено наукову школу з ядерних реакцій, яка налічує 12 докторів та 35 кандидатів наук. Він є автором трьох монографій, довідників і підручників для студентів, автором і співавтором більш як 350 наукових праць. Довгі роки Олег Федорович успішно поєднував науково-дослідну роботу з педагогічною, викладаючи у Київському державному університеті, та науково-організаційною, беручи участь у роботі вчених рад ІЯД НАН України, Київського національного університету імені Тараса Шевченка і Бюро Відділення фізики та астрономії Президії НАН України.

## Премії та нагороди
Німець — Заслужений діяч науки і техніки України, лауреат Державної премії України в галузі науки і техніки, нагороджений двома орденами Знак Пошани та орденом «За заслуги» третього ступеня, лауреат премії НАН України імені К.Д. Синельникова. 